# Länsväg 204
Länsväg 204 går sträckan (strax norr om) Gullspång – Mo (sydväst om Åtorp) – Svartå - Vintrosa.
Den går i Värmlands och Örebro län. Däremot går den inte i Västra Götalands län, eftersom den slutar vid riksväg 26 norr om Gullspång, norr om länsgränsen.

## Anslutningar
- Riksväg 26
- Länsväg 243
- Länsväg 205
- E18

## Historia
Vägens sträckning följer Svartån (genom Närke), den medeltida Letstigen och järnvägen Svartåbanan.
En väg med ungefär denna sträckning har haft numret 204 sedan vägnummer infördes på 1940-talet..